# Турапов, Керимберди Ырысалиевич
Керимберди (Керим) Ырысалиевич Турапов (род. 10 октября 1959 года в с. Кызыл-Суу) — советский и киргизский музыкант, музыкальный педагог, заслуженный артист Кыргызской Республики (1992), народный артист Кыргызской Республики (1995), профессор (2007).

## Биография
Керимберди Турапов родился 10 октября 1959 года в селе Кызыл-Суу, Кара-Сууский район, Ошская область. В 1981 году окончил вокальное отделение Ошского музыкального училища, в 1986 году — Государственный институт искусств имени Б. Бейшеналиевой.
В 1985—1990 годах был участником академического симфонического оркестра Киргизской телерадиокорпорации. В 1990 году стал солистом Киргизского государственного театра оперы и балета имени А. Малдыбаева. С 2002 по 2008 год преподавал в Киргизской национальной консерватории имени К. Молдобасанова. В 2000—2014 годах работал директором Киргизской национальной филармонии имени Т. Сатылганова, также был солистом Академического симфонического оркестра имени А. Жумакматова. 31 января 2019 года назначен директором Киргизского театра оперы и балета.
Награждён орденом «Манас» III степени (2009), лауреат премии Ленинского комсомола (1989), государственной премии имени Токтогула (1997), памятной юбилейной медалью «Манас-1000» (1995), премии Чингиза Айтматова (2000), международной премии «Руханият» (2001), почётный гражданин Бишкека.
Состоит в браке, воспитал двоих детей.